# خلیج آنیوا
خلیج آنیوا (روسی: Залив Анива (Zaliv Aniva), ژاپنی: 亜庭湾) یک خلیج است که در پایان جنوبی جزیره ساخالین از روسیه و شمال جزیره هوکایدو از ژاپن قرار دارد. بزرگترین شهر سواحل این خلیج، کورساکوف است.

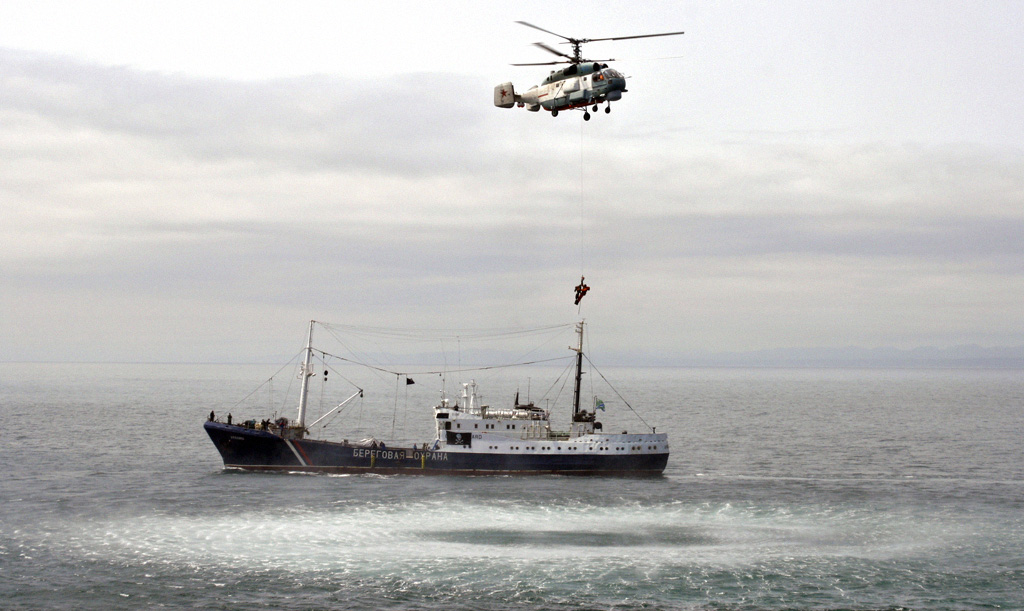
کشتی گشت از گارد ساحلی و یک هلیکوپتر از امنیت فدرال روسیه در خلیج آنیوا